# Пікікаси
Пікіка́си (рос. Пикикасы, чув. Пиккикасси) — присілок у Чувашії Російської Федерації, у складі Орінінського сільського поселення Моргауського району.
Населення — 178 осіб (2010; 218 в 2002, 234 в 1979; 321 в 1939, 199 в 1926, 288 в 1897, 247 в 1858). Національний склад — чуваші, росіяни.

## Історія
Історична назва — Пікі. Утворився як виселок присілку Велика Арініна (Семенькаси), потім як околоток села Архангельське (Орініно). До 1866 року селяни мали статус державних, займались землеробством, тваринництвом, бджільництвом, бондарством, слюсарством, виробництвом шерсті та одягу. На початку 20 століття діяло 2 водяних млини та вітряк. 1930 року створено колгосп «Аврора». До 1920 року присілок перебував у складі Акрамовської волості Козьмодемьянського, до 1927 року — у складі Чебоксарського повіту. 1927 року присілок переданий до складу Татаркасинського, 1939 року — до складу Сундирського, 1944 року — до складу Моргауського, 1959 року — повернуто до складу Сундирського, 1962 року — до складу Чебоксарського, 1964 року — до складу Моргауського району.